# Highland Park Public Library
Die Highland Park Public Library ist die öffentliche Bibliothek in Highland Park, Illinois. Sie nahm am 7. April 1888 ihren Dienst auf und erreichte 2005 mit 23.187 registrierten Nutzern 77 % der örtlichen Bevölkerung.

## Geschichte
Auf Grund einer Petition verschiedener Bürger beschloss der Stadtrat von Highland Park in seiner Sitzung vom 7. Juli 1887, dass eine öffentliche Bibliothek zu errichten sei. Am 14. September 1887 wurde dann beschlossen, dass die Bibliothek aus öffentlichen Mitteln zu betreiben sei. Hierfür wurde eine jährliche Summe von 260 $ im Haushalt vorgesehen. 1888 nahm diese Bibliothek dann ihren Dienst auf. Zunächst war die Bibliothek in Räumlichkeiten untergebracht, die auch vom Rat genutzt wurden und zu diesen Zwecken vom Rat angemietet worden waren. Diese Räumlichkeiten befanden sich oberhalb eines Eisenwarenladens. Die Bücherei bestand zu Anfang aus 400 Büchern. Die angestellte Bibliothekarin erhielt ein Jahresgehalt von 75 $. Geöffnet war die Bibliothek zu Beginn am Montag und am Sonnabend. Die Ausleihfrist betrug zwei Wochen.
Im Juli 1889 zog die Bibliothek in das neu errichtete City Building, wodurch sich auch die Räumlichkeiten vergrößerten. Untergebracht war sie in Räumlichkeiten des Stadtschreibers. 1891 bezog die Bibliothek schließlich eigene Räumlichkeiten, die zuvor vom städtischen Gefängnis genutzt worden waren. Im Mai dieses Jahres trat dann Mary Ann Jennings ihren Dienst als mittlerweile dritte Bibliothekarin an. In ihrer Amtszeit, die bis 1913 dauerte, wuchs der Buchbestand auf 7.000 Bücher. Unter ihrer Leitung wurden auch die ersten Kataloge der Bibliothek herausgegeben. 1900 war es notwendig geworden für die wachsende Bibliothek neue Räumlichkeiten zu schaffen. Für 2.000 $ wurde daher das Young Men's Club House angekauft, das im Volksmund als Atheneum bekannt ist. 1903 wurde die Dewey-Dezimalklassifikation eingeführt. Ab 1903 wurde ein erneuter Umzug gefordert und eine Kommission vom Bürgermeister eingesetzt, die sich mit den Möglichkeiten zur Errichtung eines neuen Gebäudes befasste. Diese Kommission wandte sich an Andrew Carnegie um Hilfe. Carnegie erklärte sich bereit den Neubau mit 10.000 $ zu fördern, wenn der Bau auf Eigentum der Stadt erfolge. 1905 bot Arthur C. Thomson an der Bibliotheksleitung ein solches Grundstück zu überlassen. Das neue Bibliotheksgebäude wurde schließlich für Gesamtkosten von 17.893,27 $ durch das Architekturbüro Patton and Miller aus Chicago errichtet. Von den Kosten übernahm Carnegie 12.000 $, 4.361 $ erbrachte der Verkauf des ehemaligen Gebäudes, die Stadt schoss 1.500 $ zu und von der Bibliotheksleitung wurden 32,27 $ beigetragen.
Nach der Errichtung des Gebäudes wurden die Öffnungszeiten auf drei Stunden an jedem Nachmittag eines Wochentages und einen Abend jede Woche verlängert. Ab dem Mai 1907 wurden der Bibliothekarin Ferien genehmigt und für die Zeit der Abwesenheit eine Vertretung beschäftigt. Wegen der gestiegenen Kosten musste schließlich der Zuschuss durch die Stadt auf 1.500 $ erhöht werden. Hierdurch wurde auch das Gehalt eines Assistenten finanziert. 1912 kam es zur Einstellung eines zweiten Assistenten. Verbunden war dies mit der Umstellung zu einem neuen Nutzungssystem. Mussten Nutzer ursprünglich einen Zettel ausfüllen und der Bibliothekar suchte das Buch heraus, konnten jetzt die Nutzer selbst die Bücher zum Entleihen entnehmen.
Bereits 1914 bestanden Planungen ein weiteres Grundstück zur Erweiterung anzukaufen. Die Pläne wurden wegen des Ersten Weltkrieges aufgegeben. 1915 erhielt die Bücherei dann den ersten Telefonanschluss. 1925 wurde eine Bibliothekarin eigens für Kinderbücher auf Halbtagsbasis angestellt. Nachdem die leitende Bibliothekarin in den Ruhestand getreten war, wurde 1926 beschlossen, die Stelle nur noch an studierte Personen zu vergeben. Die erste auch als Bibliothekarin ausgebildete Leiterin, Frau Cora Hendee, trat ihr Amt 1927 an. Zu diesem Zeitpunkt umfasste der Bestand 16.773 Bücher und insgesamt 45.676 Medien.
Mittlerweile war durch die Bevölkerungsentwicklung der Stadt und das Anwachsen der Bibliothek die Frage nach der Vergrößerung drängend geworden. So beschloss der Stadtrat 1928 über sieben Jahre verteilt 150.000 $ zur Errichtung eines neuen Bibliotheksgebäudes aufzubringen. Bereits am 20. September 1931 konnte das aus Kalkstein aus Wisconsin im Stile der Neugotik errichtete Bibliotheksgebäude seiner Bestimmung übergeben werden. 1935 verfügte die Bibliothek in ihrem neuen Gebäude über 45.676 Bücher und insgesamt 122.087 Stücke in den Beständen.
Überstand die Bibliothek die Zeit der Weltwirtschaftskrise auch ohne Probleme kam es doch in der Folge des Zweiten Weltkrieges zu Einschränkungen. So führte die Rationierung von Öl 1942 und 1943 zur Schließung an Montagen. Hinzu trat eine Verringerung der Mitarbeiterzahlen, da einige Beschäftigte in der kriegsbedingt florierenden Industrie besser bezahlte Anstellungen fanden. Auch nach dem Kriegsende schrumpften Mitarbeiterzahlen sowie die Bibliotheksbestände. 1947 kam es dann zur Gründung eines Freundeskreises der Bibliothek. Mit der Hilfe dieses Freundeskreises konnten nicht nur zahlreiche neue Bücher beschafft werden, sondern auch neue Sammelgebiete erschlossen werden. So wurden ab 1948 auch Tonträger gesammelt und ab 1965 eine Sammlung von Kunstdrucken begonnen. Ab 1968 veröffentlichte der Freundeskreis eine Zeitschrift zu der Bibliothek, The Laurels.
1960 wurde das Gebäude um einen Flügel erweitert, der heute als Children's Wing bezeichnet wird. Der Flügel ist stilistisch an den Stil des Hauptgebäudes angelehnt. 1971 verfügte die Bibliothek dann über 104.346 Bücher. 1976 musste wegen der wachsenden Bestände und der Zunehmenden Nutzung ein weiterer Flügel im Süden des Originalgebäudes angebaut werden. Nachdem 1987 Jane W. Greenfield den Dienst als Leiterin der Bibliothek antrat wurde die Umstellung auf Computertechnologie in Angriff genommen und 1989 abgeschlossen. 1991, 1998 und 2000 folgten umfassende Renovierungen an dem Gebäude der Bibliothek.